# Francesco Maria Grimaldi
Francesco Maria Grimaldi (2. duben 1618, Bologna – 28. prosinec 1663, Bologna) byl italský fyzik, optik, astronom, matematik a jezuitský kněz. Spolu se svým kolegou Giovanni Battistou Ricciolim zkoumal problém gravitace (respektive volného pádu předmětů), přičemž prokázal, že výška pádu je přímo úměrná čtverci času pádu. Vypočetl také gravitační konstantu za pomoci pozorování kyvadla. V oblasti astronomie sestrojil přístroje k měření výšky hor na Měsíci či výšky mraků. Zavedl pojem difrakce světla a jako první difrakci změřil (byť o problému spekuloval již před ním Leonardo da Vinci). Jeho práce o světle posloužily později jako základna pro pojetí světla jakožto vlny a ovlivnily zvláště Isaaca Newtona.

## Životopis
Francesco Maria Grimaldi se narodil r. 1618 na úsvitu Třicetileté války. Ve čtrnácti vstoupil do jezuitského řádu, který mu zajistil na tehdejší dobu jednu z nejlepších možných cest ke vzdělání. Studoval gymnasium v Novellaře, pak filozofii v Parmě, kde se zabýval i jazykovědnými disciplínami a také jej to hodně táhlo k umění. Filozofii dokončil nakonec spolu s teologií ve Ferraře. Pravděpodobně pobýval v letech 1637/38 a pak znova 1642-45 v rodné Bologni, kde se soustředil již jenom na studium teologie ve vyhlášené jezuitské škole Santa Lucia. V r. 1647 konečně promoval a o čtyři roky později složil slavné řádové sliby. Po celý zbytek života, který však nebyl příliš dlouhý, pak zůstal věrný jezuitskému řádu, který jej vychoval a poskytl mu veškeré vzdělání.
Vedle studia filozofie a teologie se Grimaldi celý život zabýval studiem fyziky a astronomie. Později se jim věnoval téměř výhradně, neboť žádné jiné povinnosti v řádu neměl. Posléze byl dokonce uvolněn od jiných povinností, aby mohl přednášet na universitě v Bologni.
Na počátku své kariéry Grimaldi asistoval, když slavný astronom, kolega jezuita Giovanni Battista Riccoli experimentoval s padajícím tělesem. Byl také účasten při jeho pozorováních Měsíce a namaloval pak jako jeden z prvních mapu povrchu této naší oběžnice, kterou Riccoli uveřejnil ve svém spisku Almagestum Novum. Právě tehdy dostaly jednotlivé vyvýšeniny a krátery na povrchu Měsíce svá jména po významných filozofech a astronomech.
Grimaldiho nejvýznamnějším vědním oborem je však optika. Tady se svými pracemi stal průkopníkem, který ukázal cestu například i Newtonovi. Došel totiž k některým objevům, které byly zcela průkopnické a část z nich mohla být definitivně potvrzena až po staletích.
Zcela prvním objevem bylo zjištění ohýbání světelných paprsků. Když totiž nechal Grimaldi dopadat světelný paprsek malým otvorem ve stínítku, vytvářel se za ním celý světelný kužel. Také stín nasvíceného tělesa byl vlastně větší, než by byl přesný jeho obrys. Z toho všeho Grimaldi usoudil, že se světelný paprsek za jistých okolností ohýbá. Protože však nevěděl nic o vlnové podstatě světla, čekalo vysvětlení až na Augustina Jeana Fresnela, který velkou řadu Grimaldiho objevů potvrdil na počátku 19. století.
Fresnel na Grimaldiho vlastně po téměř dvou stoletích navázal a teoreticky doložil takové jevy z optiky jako je lom, případně dvojlom paprsku, polarizace světla, interference a další. Fresnel byli sice stavební inženýr, ale na zkoumání optických jevů šel již poněkud vědečtěji, než jeho předchůdce. Nemusel se inspirovat na obloze, kde začínala Grimaldiho pozorování. Věda byla ostatně za ta dvě uplynulá století již daleko lépe vybavena, teoriemi i sebranými poznatky.
Ke všem Fresnelovým závěrům však dal podklad Francesco Maria Grimaldi, trochu pozapomenutý jezuitský vzdělanec z Bologne.